# Барстоу (Вашингтон)
Барстоу (англ. Barstow) — переписна місцевість (CDP) в США, в окрузі Феррі штату Вашингтон. Населення — 66 осіб (2020).

## Географія
Барстоу розташований за координатами 48°46′42″ пн. ш. 118°7′58″ зх. д. / 48.77833° пн. ш. 118.13278° зх. д. (48.778304, -118.132862).  За даними Бюро перепису населення США в 2010 році переписна місцевість мала площу 1,45 км², уся площа — суходіл.

## Демографія
Згідно з переписом 2010 року, у переписній місцевості мешкало 59 осіб у 28 домогосподарствах у складі 22 родин. Густота населення становила 41 особа/км².  Було 42 помешкання (29/км²).
Расовий склад населення:
| - 96,6 % — білих - 1,7 % — корінних американців |

До двох чи більше рас належало 1,7 %. Частка іспаномовних становила 0,0 % від усіх жителів.
За віковим діапазоном населення розподілялося таким чином: 8,5 % — особи молодші 18 років, 64,4 % — особи у віці 18—64 років, 27,1 % — особи у віці 65 років та старші. Медіана віку мешканця становила 57,9 року. На 100 осіб жіночої статі у переписній місцевості припадало 103,4 чоловіків;  на 100 жінок у віці від 18 років та старших — 92,9 чоловіків також старших 18 років.
За межею бідності перебувало 13,0 % осіб, у тому числі 28,6 % дітей у віці до 18 років та 0,0 % осіб у віці 65 років та старших.
Цивільне працевлаштоване населення становило 12 особи. Основні галузі зайнятості: освіта, охорона здоров'я та соціальна допомога — 66,7 %, виробництво — 33,3 %.